# كونور هوريان
كونور هوريان (بالإنجليزية: Conor Hourihane)‏ (2 فبراير 1991 بكورك في جمهورية أيرلندا - ) هو لاعب كرة قدم أيرلندي في مركز الوسط. شارك مع منتخب جمهورية أيرلندا تحت 20 سنة لكرة القدم ومنتخب جمهورية أيرلندا تحت 21 سنة لكرة القدم. أما مع النوادي، فقد لعب مع إيبسويتش تاون ونادي بارنسلي ونادي سندرلاند ونادي بليموث أرجايل.

## وصلات خارجية
- كونور هوريان على موقع الاتحاد الأوربي (الإنجليزية)
- كونور هوريان على موقع قاعدة بيانات كرة القدم.إي يو (الإنجليزية)
- كونور هوريان على موقع ناشيونال فوتبول تيمز (الإنجليزية)
- كونور هوريان على موقع Soccerbase.com (لاعب) (الإنجليزية)
- كونور هوريان على موقع Soccerway.com (الإنجليزية)
- كونور هوريان على موقع عالم كرة القدم.نت (الإنجليزية)